# Nagmeldin Ali Abubakr
Nagmeldin Ali Abubakr (ur. 22 lutego 1986) – sudański lekkoatleta specjalizujący się w biegu na 400 metrów, olimpijczyk.

## Udział w igrzyskach olimpijskich
Brał udział w Letnich Igrzyskach Olimpijskich w 2004, podczas których w biegu na 400 metrów mężczyzn zajął 39. miejsce. Cztery lata później brał udział w Letnich Igrzyskach Olimpijskich w 2008, podczas których startował w biegu na 400 metrów mężczyzn, i z czasem 47,12 sek. w pierwszej rundzie kwalifikacji zakończył swój udział w igrzyskach.

## Osiągnięcia
| Reprezentacja: Sudan | Reprezentacja: Sudan                                  | Reprezentacja: Sudan    | Reprezentacja: Sudan | Reprezentacja: Sudan | Reprezentacja: Sudan |
| -------------------- | ----------------------------------------------------- | ----------------------- | -------------------- | -------------------- | -------------------- |
| 2003                 | Mistrzostwa Świata Juniorów Młodszych w Lekkoatletyce | Sherbrooke, Kanada      | 1.                   | 400 m                | 46,10 s              |
| 2003                 | Mistrzostwa Świata w Lekkoatletyce                    | Paryż, Francja          | 43. (kwal.)          | 400 m                | 46,78 s              |
| 2003                 | Igrzyska afrykańskie                                  | Abudża, Nigeria         | 2.                   | 400 m                | 45,22 s              |
| 2003                 | Igrzyska afrykańsko-azjatyckie                        | Hajdarabad, Indie       | 2.                   | 400 m                | 45,44 s              |
| 2004                 | Halowe Mistrzostwa Świata w Lekkoatletyce             | Budapeszt, Węgry        | 20. (kwal.)          | 400 m                | 47,85 s              |
| 2004                 | Mistrzostwa Świata Juniorów w Lekkoatletyce           | Grosseto, Włochy        | 2.                   | 400 m                | 45,97 s              |
| 2004                 | Letnie Igrzyska Olimpijskie                           | Ateny, Grecja           | 39. (kwal.)          | 400 m                | 46,32 s              |
| 2004                 | Igrzyska panarabskie                                  | Algier, Algieria        | 2.                   | 400 m                | 45,84 s              |
| 2005                 | Igrzyska solidarności islamskiej                      | Mekka, Arabia Saudyjska | 1.                   | 400 m                | 44,93 s              |
| 2005                 | Igrzyska solidarności islamskiej                      | Mekka, Arabia Saudyjska | 2.                   | sztafeta 4 × 400 m   | 3:08,81 min          |
| 2005                 | Mistrzostwa Świata w Lekkoatletyce                    | Helsinki, Finlandia     | 15. (półfinał)       | 400 m                | 46,67 s              |
| 2007                 | Igrzyska Afrykańskie                                  | Algier, Algieria        | 6.                   | 400 m                | 46,29 s              |
| 2007                 | Igrzyska Afrykańskie                                  | Algier, Algieria        | 7.                   | sztafeta 4 × 400 m   | 3:09,37 min          |
| 2007                 | Igrzyska panarabskie                                  | Kair, Egipt             | 5.                   | 200 m                | 21,27 s              |
| 2007                 | Igrzyska panarabskie                                  | Kair, Egipt             | 1.                   | 400 m                | 46,16 s              |
| 2007                 | Igrzyska panarabskie                                  | Kair, Egipt             | 2.                   | sztafeta 4 × 400 m   | 3:06.52 min          |
| 2008                 | Mistrzostwa Afryki w Lekkoatletyce                    | Addis Abeba, Etiopia    | 1.                   | 400 m                | 45,64 s              |
| 2008                 | Letnie Igrzyska Olimpijskie                           | Pekin, Chiny            | 50. (kwal.)          | 400 m                | 47,12 s              |
| 2009                 | Mistrzostwa Świata w Lekkoatletyce                    | Berlin, Niemcy          | 36. (kwal.)          | 400 m                | 46,48 s              |

## Rekordy życiowe
Jego rekordy życiowe są następujące:
- bieg na 100 metrów – 10.79 s (30 maja 2004)
- bieg na 200 metrów – 20.83 s (25 maja 2006 i 21 maja 2009)
- bieg na 300 metrów – 32.49 s (23 lipca 2005)
- bieg na 400 metrów – 44.93 s (14 kwietnia 2005)